# Нгэюгытгын
Нгэюгытгын (от коряк. «переполненное озеро»; др. названия Нгеюгытгын, Наюю-Гытхын, Майни-Гытхын) — ледниковое пресное озеро в России, на северо-востоке Камчатского края. Имеет площадь 7,8 км². Площадь водосборного бассейна — 200 км².
Расположено на территории Олюторского района, в труднодоступной местности в 15 км к северо-востоку от села Хаилино. Озеро расположено в бассейне реки Вывенка в долине между Ветвейским и Пылгинским хребтами Корякского нагорья. Ближе Ветвейского хребта, на север от озера расположены Увалистые горы и гора Колдун (Майни-Наюю, 581 м).
В озеро впадает река Мыянгнгэюваям. Вытекает — река Куюл (приток Тылъоваяма).
Озеро Нгэюгытгын является нерестилищем лососёвых видов рыб. Нерест происходит в самом озере и впадающих ручьях.
Вблизи озера располагался эпицентр Олюторского землетрясения (2006).
Относится к Анадырскому бассейновому округу. Код в государственном водном реестре — 19060000211120000000379.